# Chris Sharma
Chris Omprakash Sharma va néixer a Santa Cruz, Califòrnia, fill de Gita Jahn i Bob Sharma. Va començar a escalar als 12 anys en el rocòdrom Pacific Edge. Sharma va anar a la Muntanya Madonna i va assistir a l'escola Soquel High School durant un any.
Als 14 anys, Sharma va guanyar els Campionats Nacionals de Búlder. Un any més tard, va completar la primera ascensió de Necessary Evil 5.14c (8c+) al congost del riu Virgin, la ruta de major dificultat als Estats Units en aquell moment. Es va traslladar a Bishop, Califòrnia, on va pujar The Mandala, un problema de boulder qualificat V12.
El juliol de 2001, Sharma va completar l'extensió de la ruta anomenada en aquest moment Biographie en Céüse situat en el departament de Hautes-Alps de França i li va canviar el nom a Realització, la qual al moment de la primera ascensió va ser àmpliament considerada com la primera 5.15a (9a+) al món. Des de llavors Chris ha completat moltes rutes d'aquest grau o per damunt com La Rambla i És Pontas (un projecte sols aigües profundes a Mallorca). El 2007 es va traslladar a Lleida, Catalunya.
El 2008 el Film King Lines segueix Chris a través de diversos ascensos a tot el món i ofereix les seves reflexions del seu passat, l'escalada i la vida. El 2008 Sharma va pujar la ruta de 250 peus (76 m) Jumbo Love, a Clark muntanya a Califòrnia, al·legant 5.15b (9b) per al grau. El 2013, Sharma va obrir el seu propi Rocòdrom SenderOne, situat en Santa Ana, Califòrnia. Una de les qualitats que li fa tan carismàtic és que mai gradua les vies que fa.

## Importants ascensions
Punt Rojo:
- Necessary Evil (8c+, 5.14c, primera ascensió el 1997)
- Realization (9a+, 5.15a, primera ascensió en 2001)
- The Fly (9a, 5.14d, en 2003)
- Dreamcatcher (9a, 5.14d, primera ascensió en 2005)
- La Rambla Original (9a+, 5.15a, tercera ascensió al desembre de 2006)
- Els Tres Graus de Superació (9a, 5.14d, primera ascensió en 2007)
- És Pontàs (9a+, 5.15a, primera ascensió al setembre de 2007)
- La Novena Esmena (9a+, 5.15a, primera ascensió en 2007)
- Selecció Natural Extensió (9a, 5.14d, en 2008)
- Golden Direct (9a, 5.14d, en 2008)
- Ganxo Perfecte (9a, 5.14d, en 2008)
- Direct Open Your Mind (9a+, 5.15a, en 2008)
- Demència Senil (9a+, 5.15a, primera ascensió en 2008)
- Papichulo (9a+, 5.15a, primera ascensió en 2008)
- Jumbo Love (9b, 5.15b, primera ascensió en 2008)
- Cop d'estat (9b, 5.15b, primera ascensió en 2008)
- Demència Senil (9a+, 5.15a, primera ascensió en 2009)
- Pachamama (9a+, 5.15a, primera ascensió en 2009)
- Neanderthal (9b, 5.15b, primera ascensió al desembre de 2009)
- First Llei (9a+, 5.15a, primera ascensió en 2010)
- Era Vella (9a, 5.14d, en 2010)
- Power Inverter (9a+, 5.15a, primera ascensió en 2010)
- Catxasa (9a+, 5.15a, primera ascensió en 2011)
- First Round First Minute (9b, 5.15b, primera ascensió de 2011)
- Fight or Flight (9b, 5.15b, primera ascensió en 2011)
- Stoking the fire (9b, 5.15b, primera ascensió en 2013)
- La Dura Dura (9b+, 5.15c, segona ascensió en 2013)

A vista:
- Paper Mullat (8b+/c, 5.14-, el 2008)
- Humils Pa' Casa (8c, 5.14b, el 2008)
- Divine Fury (8c, 5.14b, el 2008)
- T-Rex (8c, 5.14b, el 2008)
- French Gangster (8c, 5.14b, el 2009)

Bloc:
- El Mandala (8a+, primera ascensió el 1999)
- Slashface (8b, V13, el 1999)
- Dreamtime (8c, V15, el 2002)
- Unendliche Geschichte (8b+, V14, el 2003)
- Esperanza (8b+, V14, el 2004)
- Practice of the Wild (8c, V15, el 2004)
- King Lion (8b, V13, el 2005)
- Witness the Fitness (8c, V15, primera ascensió el 2005)
- Iron Resolution (8b/b+, V13/V14, el 2006)
- Goldfish Trombone (8b+, V14, el 2007)

## Filmografia
Reportatges de Chris Sharma escalant:
- Masters of Stone IV; Pure Force (1998)
- Free Buit (1998, Big Up Productions) - Esacalant Buit Tanks, Slashface
- Rampage (1999, Big Up Productions)
- Inertia (2000)
- Dosage Vol. 1 (2001, Big Up Productions) - Sharma en The Mandala i Realization
- The Road (2003)
- Pilgrimage (2003, Big Up Productions)
- Dosage Vol. 2 (2004, Big Up Productions) - Psicobloc in Mallorca, Espanya
- Best of the West (2005) - Buit Tanks, Sharma en Esperanza
- Dosage Vol. 3 (2005, Big Up Productions) - The Ozarks, Arkansas, Sharma en Witness the Fitness
- Big Game (2005)
- Depth Charge (2006)
- Dosage Vol. 4 (2006, Big Up Productions) - Dreamcatcher 5.14d, bloc al Canadà, Squamish
- King Lines (2007, Big Up Productions)
- Dosage Vol. 5 (2008, Big Up Productions)
- Progression (2009, Big Up Productions)
- The Scene (2011)